# جامعة صلاح الدين (أربيل)
جامعة صلاح الدين (بالكردية: زانکۆی سەلاحەدین‏) من جامعات العراق الرئيسة، تقع في مدينة أربيل ضمن محافظة اربيل في كردستان العراق على طريق المؤدي إلى كركوك.
أسست في العام 1981 بعد قرار من حكومة العراق بعزل جامعة السليمانية انذاك وفتح جامعة في اربيل باسم جامعة صلاح الدين. وللجامعة دور كبير في تطوير والتقدم الثقافي والعلمي والأكاديمي في كوردستان العراق.

## كليات الجامعة
1. كلية الطب
2. كلية الزراعة
3. كلية العلومات الهندسة
4. كلية الآداب
5. كلية الإدارة والاقتصاد
6. كلية التجارة
7. كلية الفنون الجميلة
8. كلية التربية الرياضية
9. كلية القانون
10. كلية العلوم الإسلامية
11. كلية اللغات
12. كلية التربية
13. كلية المعلمين
14. كلية التمريض
15. كلية الحقوق
16. كلية العلوم

### كلية اللغات
هي إحدى كليات جامعة صلاح الدين التي تأسست عام 2005 ؛ في السابق ، كانت جزءًا من كلية الآداب. لعبت الكلية دورًا مؤثرًا كمؤسسة أكاديمية وشكلت روابط عميقة مع دول أخرى من خلال وسائل اللغة. اللغة جنبًا إلى جنب مع التقدم المعاصر وتقدير الوطن واللغة الأم واللغة
السعي وراء المعرفة هو باب مفتوح للطلاب.
تتكون هذه الكلية حاليًا من سبعة أقسام ، مدرجة على النحو التالي حسب ترتيب السنة التأسيسية:
- اللغة الكردية (1971)
- اللغة العربية (1976)
- اللغة الإنجليزية (1985)
- اللغة الفارسية (1998)
- اللغة الفرنسية (2004)
- اللغة التركية (2008)
- اللغة الألمانية (2011) وكذلك المكتب الاستشاري لترجمة اللغات.

حاولت كلية اللغات باستمرار تكوين روابط علمية مع الجامعات حول العالم مثل جامعة لايبزيغ (ألمانيا) ، والجامعات الفرنسية، والجامعات الإيرانية، والجامعات التركية، وجامعة عين شمس في مصر، وجامعة الهاشمي. في الاردن. من الإنجازات الأخرى لكلية اللغات أنها عملت كجسر بين المراكز الأكاديمية والثقافية والناس. في العام أو العامين الماضيين، متعددة
تم جلب أنشطة المراكز الثقافية إلى كلية اللغات لإفادة طلابنا ومجتمعنا.